# Sam Montembeault
Samuel "Sam" Montembeault, född 30 oktober 1996, är en kanadensisk professionell ishockeymålvakt som spelar för Montreal Canadiens i National Hockey League (NHL).
Han har tidigare spelat för Florida Panthers i National Hockey League (NHL); Springfield Thunderbirds och Syracuse Crunch i American Hockey League (AHL) samt Armada de Blainville-Boisbriand i Ligue de hockey junior majeur du Québec (LHJMQ).
Montembeault draftades av Florida Panthers i tredje rundan i 2015 års draft som 77:e spelare totalt.